# منطقه خلیج سان فرانسیسکو

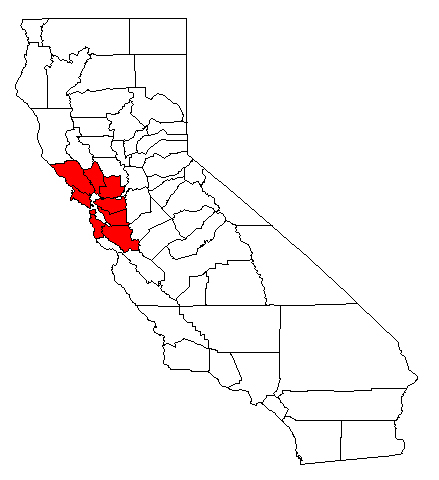
منطقه خلیج سان فرانسیسکو در نقشه کالیفرنیا قرمز شده‌اند.

منطقه خلیج سان فرانسیسکو (به انگلیسی: San Francisco Bay Area) که به‌طور معمول با نام منطقه خلیج یا شاخاب شناخته می‌شود، یک منطقهٔ مهم از لحاظ جغرافیایی، نژادی است و در منطقه شهری متنوعی جای دارد که خلیج سان‌فرانسیسکو و خلیج سن پابلو را در کالیفرنیای شمالی احاطه کرده‌است.
این منطقه شهرهای بزرگی نظیر سان فرانسیسکو، اوکلند، سن خوزه را در کنار مناطق کوچکتر شهری و روستایی شامل می‌شود. به‌طور کلی منطقه خلیج شامل نُه شهرستان و ۱۰۱ شهر می‌باشد. نُه شهرستان شامل، آلامدا، کنترا کوستا، مارین، ناپا، سان‌فرانسیسکو، سن ماتئو، سانتا کلارا، سولانو و سونوما می‌باشند.
از ژوئیه سال ۲۰۰۶ منطقه خلیج محل زندگی بیش از ۷٫۲ میلیون نفر می‌باشد. بر طبق آمار اداره سرشماری ایالت متحده آمریکا این منطقه یکی از ثروتمندترین مناطق آمریکا است و بیشترین متوسط درآمد خانوار در جامعه را با ۶۵٬۰۰۰ دلار دارا می‌باشد. علاوه بر این، منطقه خلیج بیشترین میزان درآمد سرانه و هزینه زندگی در بین مناطق شهری ایالت متحده را دارد. سن خوزه مطابق با سرشماری ۱۹۹۰ میلادی با پشت سر گذاشتن سان فرانسیسکو بزرگ‌ترین شهر در منطقه می‌باشد.

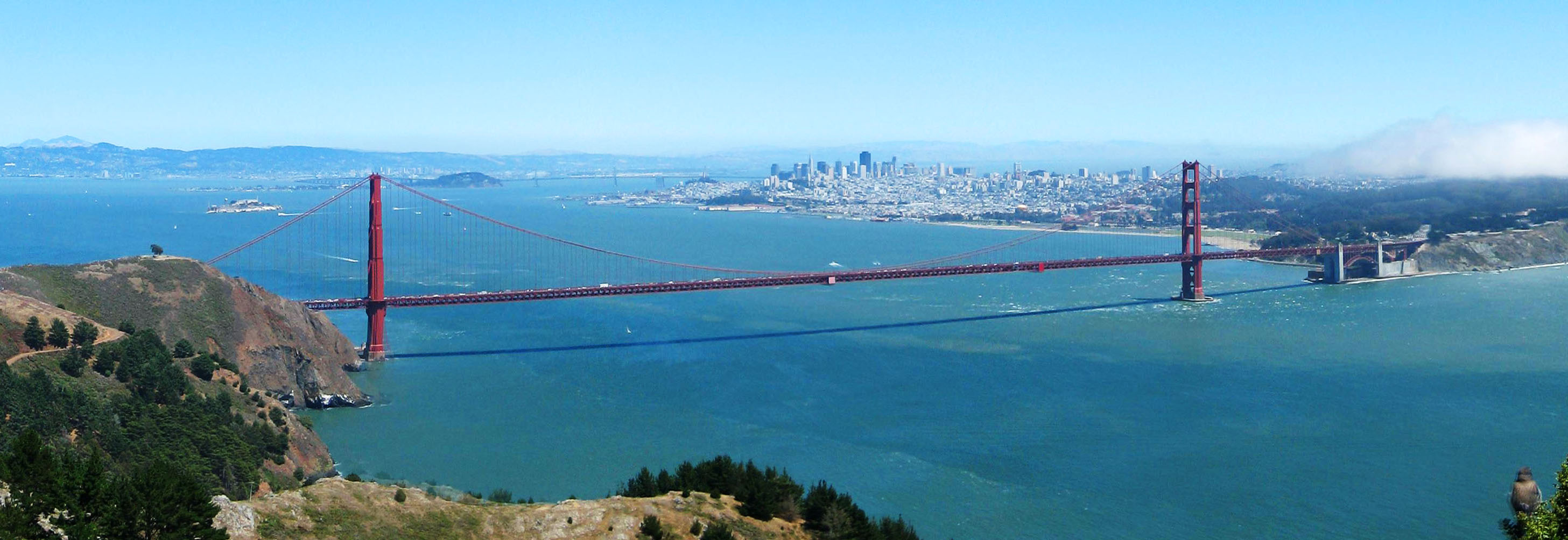
پل گلدن گیت که بر روی گلدن گیت، تنگه‌ای که خلیج سان فرانسیسکو را به اقیانوس آرام وصل می‌کند، قرار دارد و سان‌فرانسیسکو را به شهرستان مارین متصل می‌کند.

پالو آلتو، اعیانی‌ترین محلهٔ سان فرانسیسکو در منطقه خلیج سان فرانسیسکو است.